# Тевантепечки зец
Тевантепечки зец (лат. Lepus flavigularis, енгл. Tehuantepec jackrabbit) је врста сисара из реда двозубаца и породице зечева (Leporidae).

## Распрострањеност и станиште
Тевантепечки зец је ретка, ендемска врста присутна само у мексичкој држави Оаксаки, где насељава само саване и травнате дине уз обалу слановодне лагуне повезане са Тевантепечким заливом. Постоје три мале популације, које су изоловане једне од других.
Процењује се да је у прошлости тевантепечки зец насељавао простор површине од око 5.000 km² уз мексичку пацифичку обалу Тевантепечке превлаке од града Салина Круз у држави Оаксаки до града Тонала у држави Чиапас.
Популација ове врсте се смањује, судећи по расположивим подацима.

## Угроженост
Тевантепечки зец је на црвеној листи Међународне уније за заштиту природе (IUCN) наведен као угрожена врста.